# 西尼 (内布拉斯加州)
西尼（英語：Sidney）是一個位於美國內布拉斯加州夏延縣的城市。根據2010年美國人口普查，該地共人口6757人，而該地的面積約為19.39平方千米。同時該地也是夏延縣的縣治。

## 地理
西尼的座標為41°08′22″N 102°58′42″W / 41.13944°N 102.97833°W，而該地的平均海拔高度為1246米（即4088英尺）。